# Старый город (Нюрнберг)

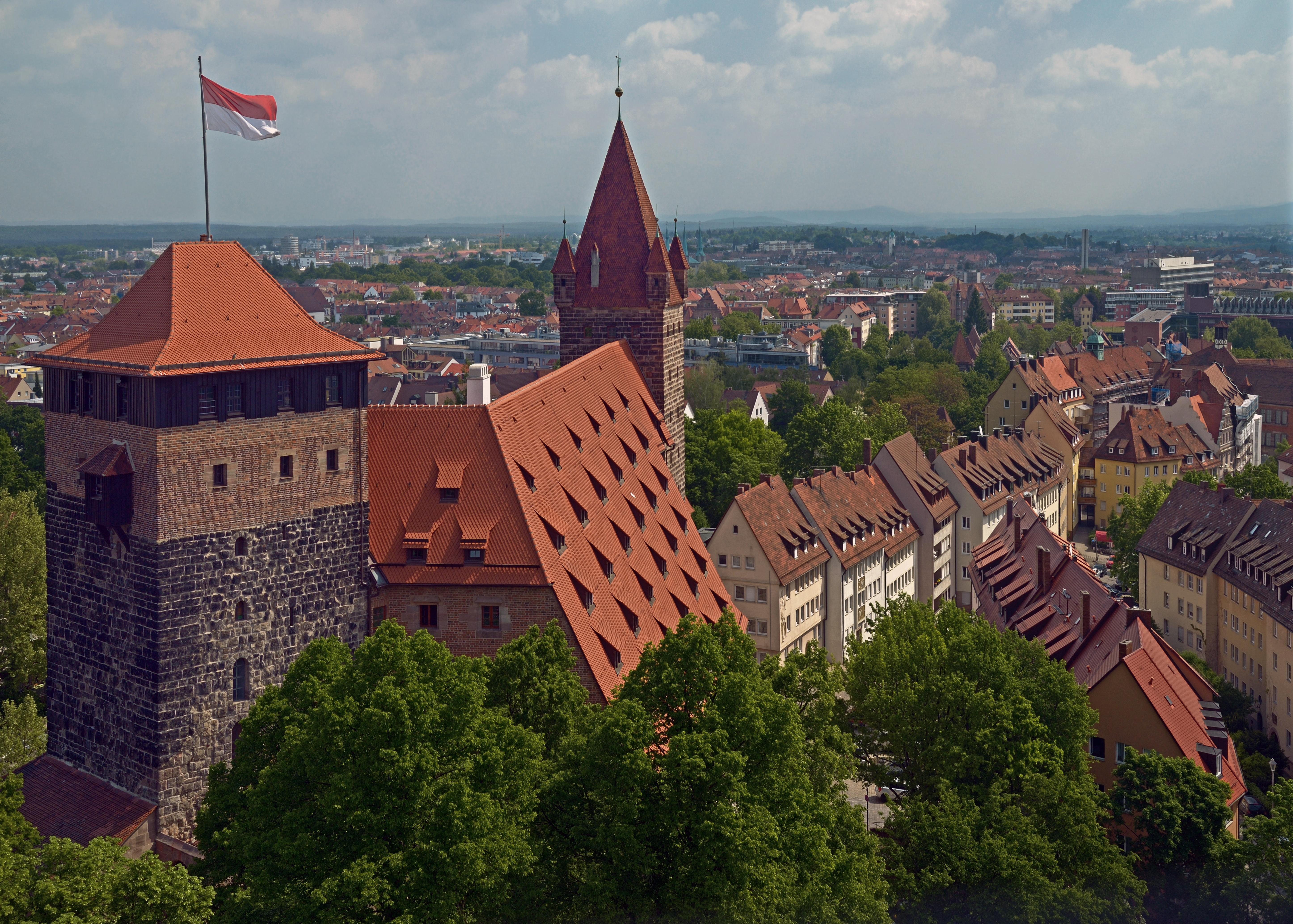
Вид на Старый город

Старый город (нем. Altstadt) — исторический центр города Нюрнберг с доминирующей Нюрнбергской крепостью во главе архитектурного ансамбля.

## Описание
Старый город располагается в центре Нюрнберга по обе стороны от реки Пегниц у подножия песчаниковой скалы со средневековой Нюрнбергской крепостью. Пегниц является одной из крупнейших рек севера Баварии, ширина около 25-40 м, имеет несколько островов в западной части Старого города. Река течёт в непосредственной близости от торгового и делового центра, а также наиболее посещаемого туристами района замков, делит Старый город на район Зебальдерштадт на севере и Лоренцштадт на юге. Такое положение веками формировало развитие Нюрнберга и вносит большой вклад в восприятие Старого города. 
В годы правления нацистской диктатуры Старый город подвергается зачистке от всего идеологически неприемлемого, во Вторую мировую войну – почти полностью разрушается налетами авиации союзников. Уже в 1945 начинается реконструкция, составляется набросок плана, а в 1950 году намечается общий план: в основном соблюсти прежнюю структуру в Старом городе, но отказаться от создания копий улиц и зданий взамен утраченных. При этом уцелевшие архитектурные памятники восстанавливаются и поддерживаются, к дизайну новых зданий предъявляются особые требования. Всего между 1949 и 1960 годами было составлено около 80 планов по развитию отдельных зон планировки в Старом городе. 
В 1960-1980-х годах проводится комплексная политика развития Нюрнберга, предполагающая общегородское планирование. Позже было принято решение перейти к политике решения отдельных городских вопросов, таких как проблемные в социальном отношении зоны в кварталах и демография. Однако, в дальнейшем вновь возобладал более масштабный подход: по интеграции плана развития Старого города в единую концепцию развития Нюрнберга. С 2012 года претворяется как общегородская концепция «Нюрнберг на воде», так и концепции по частям города.
Если в 90-е и начале 2000-х годов Старый город представлялся как место шоппинга и приключений, к 2008 году возникли опасения, что при ориентации исключительно на туристов он потеряет свою аутентичность. Старый город продолжает играть важнейшую роль общественного пространства для горожан. При этом река внутри него скована стенами и барьерами, почти везде закрывающими к ней доступ. Зелёные и водные участки – это редкость, хотя особенно важны как местные зоны отдыха для жителей и туристов.